# معركة نيفيل كروس
معركة نيفيل كروس وقعت المعركة خلال الحرب الثانية للاستقلال الإسكتلندي في عام 17 أكتوبر 1346، على بعد نصف ميل (800 متر) من الغرب دورهام، إنجلترا على مرأى من كاتدرائية دورهام، هُزم الجيش الإسكتلندي الغازي المتكون من 12000 رجل بقيادة الملك ديفيد الثاني بخسائر فادحة على يد الجيش إلانجليزي الذي يضم حوالي 6000 - 7000 رجل بقيادة اللورد نيفيل، سميت المعركة على اسم صليب حجري أنجلو-ساكسون موجود بالقرب من المكان على التل حيث صنع الأسكتلنديون موقفهم، بعد النصر دفع اللورد نيفيل لإقامة صليب جديد للاحتفال بهذا اليوم.
كانت المعركة نتيجة غزو فرنسا لـ إنجلترا خلال حرب المائة عام، دعا الملك فيليب السادس ملك فرنسا (حكم في الفترة ما بين 1328 و1350) الأسكتلنديين إلى الوفاء بالتزاماتهم بموجب شروط «تحالف أولد» وغزو إنجلترا، ديفيد الثاني بعد أن اجتاح الكثير من شمال إنجلترا فوجئ بقوة المدافعون الإنجليز، انتهت المعركة التي تلت ذلك في هزيمة الاسكتلنديين، والقاء القبض على ملكهم وموت معظم قادتهم، من الناحية الاستراتيجية حررت هذه الموارد الإنجليز من مشاكل كبيرة للحرب ضد فرنسا، وتمكنت المقاطعات الحدودية الإنجليزية من حماية نفسها من التهديد الإسكتلندي المتبقي من مواردها الخاصة، أَدَّى القبض على الملك الإسكتلندي إلى هدنة بينهم وبين الإنجليز جلبت السلام إلى الحدود لمدة أربعين عامًا.